# Atletiekclub Alken
Atletiekclub Alken (ACA) is een Belgische atletiekclub uit Alken, aangesloten bij de VAL.

## Geschiedenis
De eerste officiële atletiekwedstrijd in Alken werd gehouden op 17 februari 1974. Uit deze provinciale kampioenschappen veldlopen voor heren volgde het idee om een atletiekclub op te richten in Alken. Op 15 juni 1976 werd dit idee werkelijkheid op de stichtingsvergadering van Atletiekclub Alken.
Kort na het ontstaan werd er een kunststofpiste aangelegd in recreatiepark De Alk, waar vanaf toen de activiteiten doorgingen.

## Wedstrijden
Elk jaar organiseert AC Alken De Nacht van Alken op hun atletiekpiste. Daarnaast is er ook jaarlijks een veldloop die deel uitmaakt van het Limburgs Crosscriterium en een wegwedstrijd genaamd Brouwerijloop.

## Bekende (ex-)atleten
- Anne Claes